# Artigues (Aude)
Artigues é uma comuna francesa na região administrativa de Occitânia, no departamento de Aude. Estende-se por uma área de 6,38 km². Em 2010 a comuna tinha 75 habitantes (densidade: 11,8 hab./km²).